# 深海哲哉
深海 哲哉（ふかみ てつや、1976年12月13日 -　）は、日本の俳優。広島県広島市出身。劇団グンジョーブタイ主宰。

## 来歴
広島県立高陽高等学校卒業後、佐川急便を経て2001年から事務所に所属せずフリーで俳優活動を始める。
初めての仕事はテレビCMのアスクル。その後 テレビ新広島の深夜番組ZAPエンターテイメントなどにも出演。
サッポロ「ドラフトワン」のCM撮影の際に共演者に演劇舞台に誘われ活動の幅を広げる。初めて舞台は『黒蜥蜴』（美輪明宏主演・ヤクザの子分役）だが、台詞のある役は『びいどろ屋3 Lost Love』が初めてとなる。
2004年から演技の幅を広げるため始めたキャラクターショーで殺陣を学ぶ。2013年から広島の観光PR事業安芸ひろしま武将隊の演技指導に携わるとともに宍戸隆家役として広島城でパフォーマンスを披露している（2017年3月18日活動終了）。
リクルートに勤めながら演劇活動を行っていたが、契約満了で退社した2013年にグンジョーブタイを旗揚げした。

## 出演

### 演劇
- 黒蜥蜴
- びいどろ屋3 Lost Love
- Tippers!
- Smokin'Boogie（劇団春一番）
- 酔・待・草（シアターユニット 抹茶ウーロン）
- 誰も見たことのない場所（演劇企画室ベクトル）
- 箱の中身（ゲキコン）
- 鉄の扉をノックしろ（劇団ギザ十）
- 高松山大文字の夜に（劇団春一番）
- サースト（劇団ギザ十・2011年9月25日）
- 不忍忍（小豆組・2011年11月3日）
- 恋人たちの学校（シアターユニット 抹茶ウーロン・2012年5月25日〜27日）
- 脱獄（B-LUCKS♪・2012年7月21日〜22日）
- 畢生（ドラゴンクラブ・2012年9月21日〜23日）
- ひげよさらば前編（PROJECT Fe・2013年5月4日〜6日）
- 猫と針（B-LUCKS♪）
- ひげよさらば後編（PROJECT Fe・2013年11月2日〜4日）
- ダブリンの鐘つきカビ人間（劇団Tempa・'14/5/17〜18）
- 椿姫（シアターユニット 抹茶ウーロン・14/8/22〜24）
- 市ケ尾の坂（lambent・14/12/6〜14）
- やさしいオンナ
- あの橋まで30メートル（グンジョーブタイ・15/07/05）
- 二つの夜、二つの朝、二人の物語「不毛ドライブ」（グンジョーブタイ・15/08/09）
- 燕のいる駅（グンジョーブタイ）
- きもだめスイッチ（ままごと×スイッチ総研）瀬戸内国際芸術祭プログラム
- アプローチ、アプローチ。コンフリクト「ハバナのタクシー」（lambent）
- 広島ジャンゴ（演劇引力廣島）
- ミクロマッシーン（劇団マージブル）
- 相対的浮世絵（グンジョーブタイ・17/06/22〜24）
- 瑠璃のようなもの「火あぶり」（M.M.S.T SUMMER PROGRAM・17/8/28）
- 六本木アートナイトスイッチ（スイッチ総研・17/09/30）
- 幸せ最高ありがとうマジで！（グンジョーブタイ・17/10/13〜15）
- 牢獄の森（アマヤドリ・2024年6月14日〜16日）[5]

### 映画
- ロボコン（2003年） - 審判 役
- スパイ・ゾルゲ（2003年）
- ロッカーズ（2003年）
- あずみ（2003年）
- 男たちの大和（2005年）
- 夕凪の街 桜の国（2007年）
- 石内尋常高等小学校 花は散れども（2008年） - 照明係 役
- 劇場版びったれ!!!（2015年） - 上前跳 役
- 縁〜The Bride of Izumo〜（2016年） - 造り酒屋の従業員 役
- モヒカン故郷に帰る（2016年） - 救急隊員 役 および 方言指導
- 探偵ミタライの事件簿　星籠の海（2016年） - 福山署刑事 役
- 秘密-THE TOP SECRET-（2016年） - 研究員 役
- 望郷（2017年）
- エルネスト（2017年） - 朝山 役
- こいのわ 婚活クルージング（2017年） - カープおじさん 役 および 方言指導
- 孤狼の血（2018年 監督：白石和彌） - 小川 役
- 鯉のはなシアター（2018年 監督：時川英之）
- テロルンとルンルン（2018年 監督：宮川博至）
- 彼女は夢で踊る（2019年7月15日広島先行公開 監督：時川英之）
- シケモクとクズと花火と（2025年 公開）

### テレビ番組
- ZAPエンターテイメント（テレビ新広島）
- 連続テレビ小説 マッサン（NHK）
- 岡山スペシャル対談 アートで世界に"OKAYAMA"を 〜福武總一郎VS石川康晴〜（NHK岡山放送局）
- 戦艦大和のカレイライス（NHK広島放送局製作 NHK BSプレミアム）
- 24時間テレビ「小さなキセキ、大きなキセキ 広島」 （広島テレビ）
- 日曜劇場 流星ワゴン（2015年1月18日、TBSテレビ） - 第1話 鞆の浦の警官 役
- Since1945〜戦後70年 広島スポーツのキセキ（RCCテレビ）
- 恋とか愛とか（仮）（広島ホームテレビ） ドラマパート出演
- 復活!ニッポン遺産（フジテレビ）
- ぐるぐるスクール（広島テレビ）
- 秘密のケンミンSHOW（読売テレビ）
- 舞え!KAGURA姫（NHK広島放送局製作 NHK BSプレミアム）
- 孤独のグルメ〜食べ納め！瀬戸内出張編〜（2017年12月31日、テレビ東京） - 菅野 役
- メガ流忍者龍蔵（2017年10月6日 - 2018年9月、広島テレビ） - 父・八鳥速太 役
- ココ!ブランニュー（広島ホームテレビ）レポーター

### テレビCM
- アスクル
- 平安閣
- リパーク
- docomo
- 朝日新聞
- サッポロ 「ドラフトワン」
- asta
- 浦上ふとん店
- デオデオ - 現エディオン
- 章栄不動産
- トヨタ - 「ノア」
- 広島銀行 - 「夢への架け橋」篇。2009広島アートディレクターズクラブ　CM部門賞受賞
- ろうきん
- JR西日本「SMART ICOCA」（2008年）
- メガエッグ
- Honda cars広島「インサイト」
- 白馬マッサージセンター （2010年）
- 広島テレビ 「平和への一筆プロジェクト」
- CHANCE（2012年〜）
- 大塚製薬ポカリスエット「お天気ポカリ」（2012年）
- 広島テレビ住宅展示場「ダグアウト編」（2012年）
- TOTATE（2012年）
- フレスタ（2013年2月）
- ナイキ（2013年3月）
- バッケンモーツァルト（2013年5月）
- 進物の大進
- 唯信寺
- 中電工
- グリーンスカイホテル竹原
- もみじ銀行
- Suns
- 中国電気保安協会
- マリーナホップ
- サタケ
- ARIAKE
- ほの湯
- エルセレモ
- イクボス野球団
- 総務省「経済センサス活動調査」
- 沼田自動車学校
- エヴァホール
- 阿波銀行
- ユービーライフ
- スカパー「この街はスポーツで夢が見られる」～広島篇～」
- ダイソン
- ウメソー（'17年）
- Yahoo！mapがおごります！
- みろくの里「ダイナソーパーク」

### ラジオ
- 広島東洋カープ「わたしたちは忘れない」
- 創建ホーム

### モデル
- デオデオ「エアコン取付宅急便」（2003年）
- マツダ「AZ－ワゴン」（2003年）
- デオデオ
- おいしい約束「すすめヴァイキング」
- Co op 共済「あいプラス」（2013年）

### プロモーション映像
- 三原市市勢要覧ドラマ「夢のゲートへ」
- ネストハウス「パコスシステム」（2011年）
- 広島市消防局「いざという時のためにあなたにもできる応急手当講座」
- キャリアカレッジジャパン「上級心理カウンセラー」
- Co op 共済「あいプラス」（2013年）
- オタフクソース「みんなで楽しく作ろうDVD」（2012年）
- メガエッグ「お申込みから開通まで」（2012年）
- 良縁の大進（2012年）
- 岩国徴古館（岩国真話〜知られざる幕末維新〜　吉川経幹役）
- おりづるタワー

### ナレーション
- 国立広島原爆死没者追悼平和祈念館「原爆体験記－ヒロシマ原点の記録－その２」
- 広島市立こども文化科学館プラネタリウム番組「日読み 月読み」